# Melitaea avinovi
Melitaea avinovi är en fjärilsart som beskrevs av Leo Andrejewitsch Sheljuzhko 1914. Melitaea avinovi ingår i släktet Melitaea och familjen praktfjärilar. Inga underarter finns listade i Catalogue of Life.